# مدرسه میرزا حسین
مدرسه میرزا حسین مربوط به دوره صفوی است و در اصفهان، محله بیدآباد، خیابان مسجد سید، مجاور مسجد سید واقع شده و این اثر در تاریخ ۱۲ تیر ۱۳۸۴ با شمارهٔ ثبت ۱۲۰۹۸ به‌عنوان یکی از آثار ملی ایران به ثبت رسیده است.